# Лєдовських Костянтин В'ячеславович
Костянтин Вячеславович Лєдовських (нар. 12 липня 1972, Караганда, Казахська РСР) — радянський, казахський та російський футболіст, воротар.

## Життєпис
Вихованець казахстанської школи футболу.
Розочинав у карагандинському «Шахтарі» у другій лізі СРСР, а після розпаду Радянського Союзу грав у Вищій лізі Казахстану в команді «Булат» з Темиртау.
Потім провів два сезони в «Уралмаші» з Єкатеринбурга, який в той час виступав у Вищій лізі Росії.
Сезон 94/95 років провів у дніпропетровському «Дніпрі», але закріпитися в основному складі не вдалося. 15 червня 1995 року зіграв свій єдиний матч (програний з рахунком 2:3) у футболці дніпрян, в 32-му турі вищої ліги чемпіонату України проти запорізького «Торпедо». Костянтин вийшов у стартовому складі та відіграв увесь матч, пропустивши 3 м'ячі. У 1995—1996 роках виступав у клубі «Металург» (Новомосковськ) з другої ліги чемпіонату України. Дебютував за новомосковську команду 1 серпня 1995 року в переможному (2:0) виїзному поєдинку 1/128 фіналу кубку України проти іншої команди з Дніпропетровської області, «Дружба» (смт Магдалинівка). Левандовських вийшов на поле в стартовому складі та відіграв увесь поєдинок. Єдиний матч у другій лізі за «Металург» провів 17 серпня 1995 року в переможному (3:2) виїзному поєдинку 4-го туру групи Б проти стахановського «Шахтаря». Костянтин вийшов на поле в стартовому складі та відіграв увесь матч, пропустивши 2 м'ячі. Загалом у складі новомосковського клубу зіграв 3 матчі (1 — у чемпіонаті та 2 — у кубку України). У 1997 році Ледовських повернувся в Росію, в тульський «Арсенал», якому допоміг перемогти в зоні «Захід» Другої ліги і вийти в Перший дивізіон.
Протягом двох сезонів виступав за сочинську «Жемчужину». Після вильоту команди в Другу лігу перебрався в Астрахань. Потім грав у клубах з Челябінська, Находки і в сочинському «Сочі-04».
У 2000 році провів єдиний матч за збірну Казахстану проти команди ОАЕ.
Також відзначився участю в чемпіонаті Росії з пляжного футболу в складі команди «Сочі».
Після завершення футбольної кар'єри повернувся в Казахстан, де рік пропрацював тренером воротарів в «Окжетпес» з Кокшетау, який тренував його батько В'ячеслав Ледовських. Згодом став головним тренером цього клубу. З 2009 року виконував функції селекціонера клубу «Окжетепес».

## Досягнення
- Вища ліга чемпіонату України
  -  Бронзовий призер (1): 1994/95